# Möbelfabrik Hermann Scheidemantel

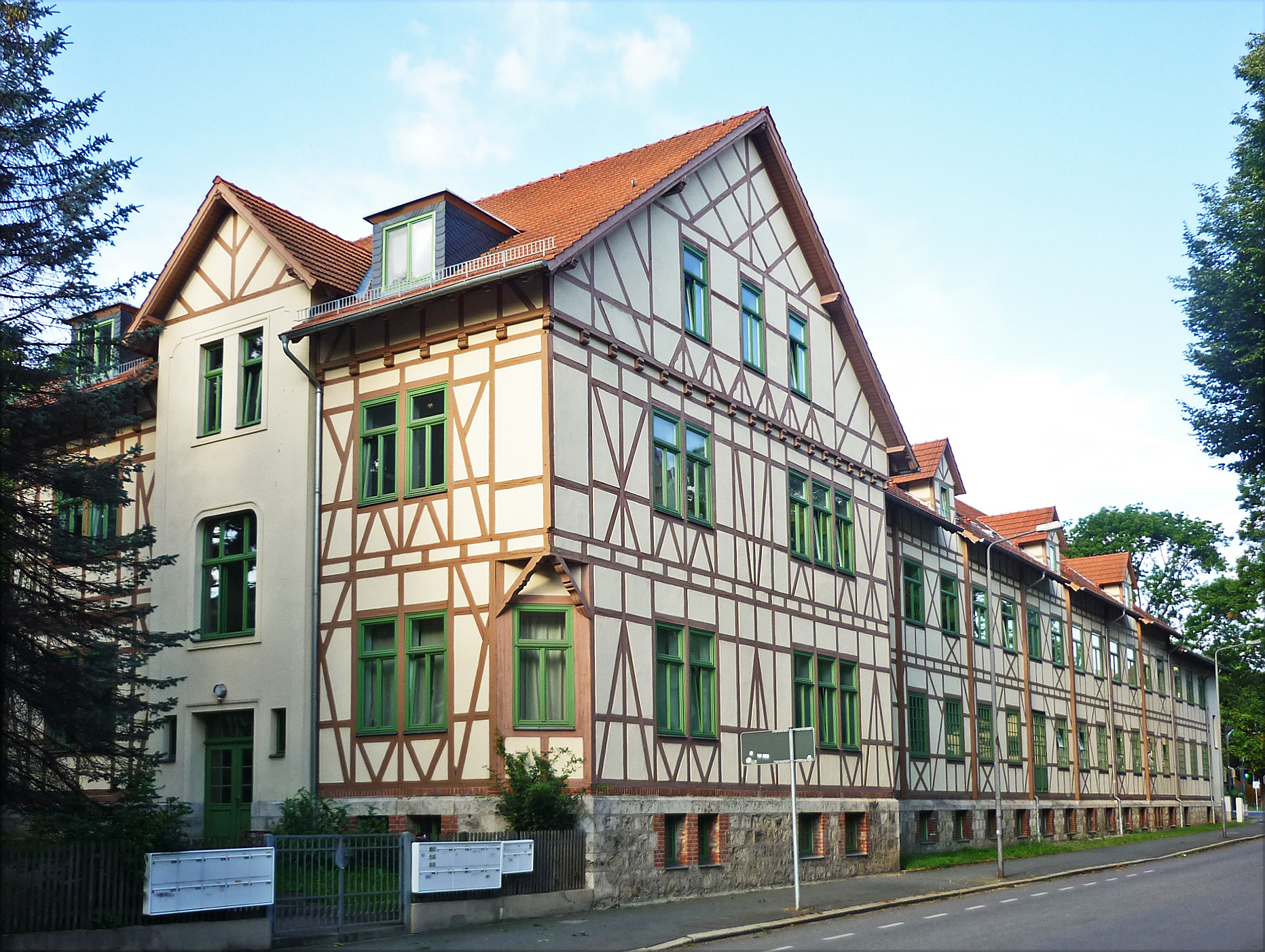
Scheidemantelsche Fabrik

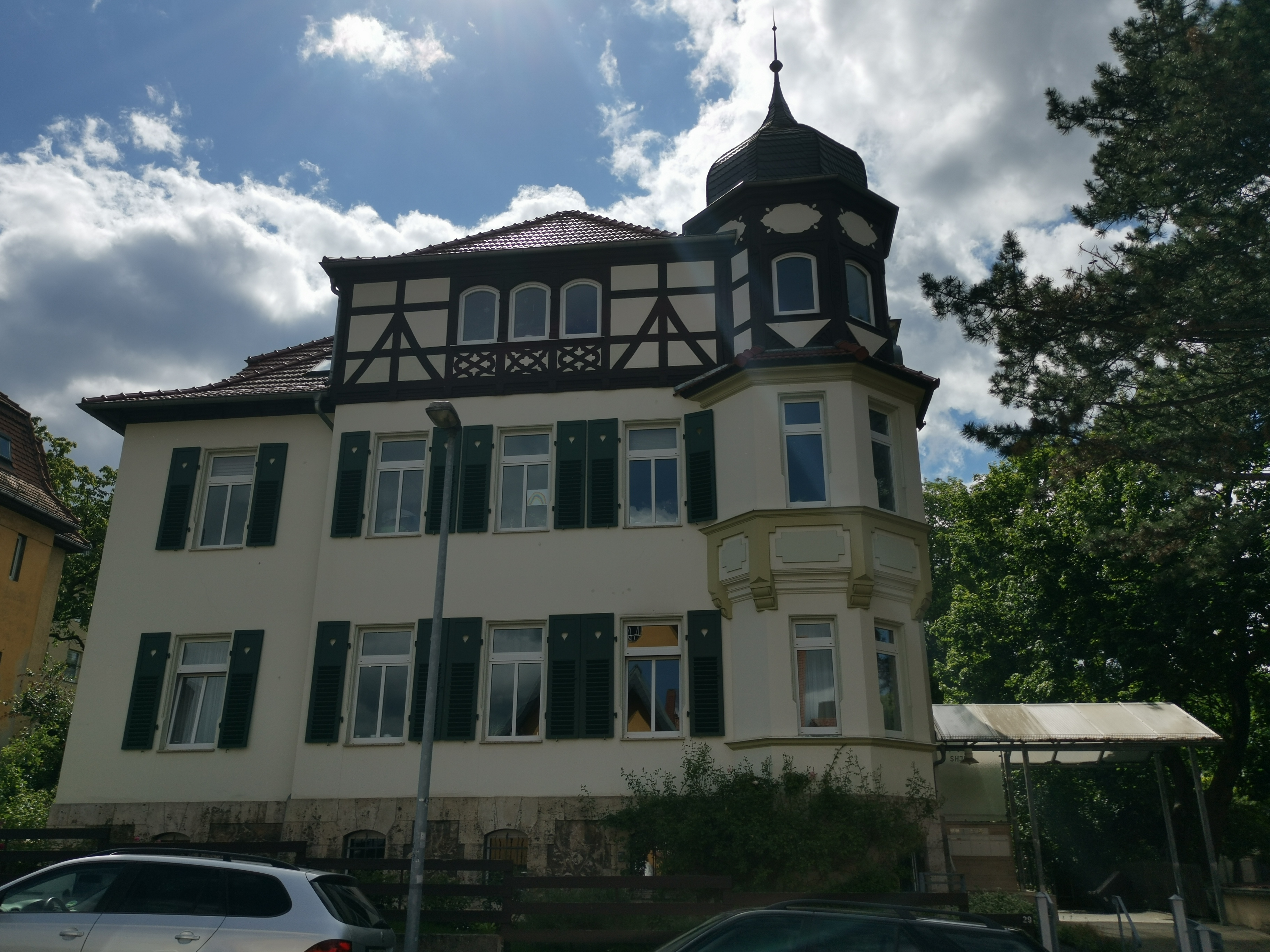
Scheidemantelsches Wohnhaus in der Brucknerstraße 29

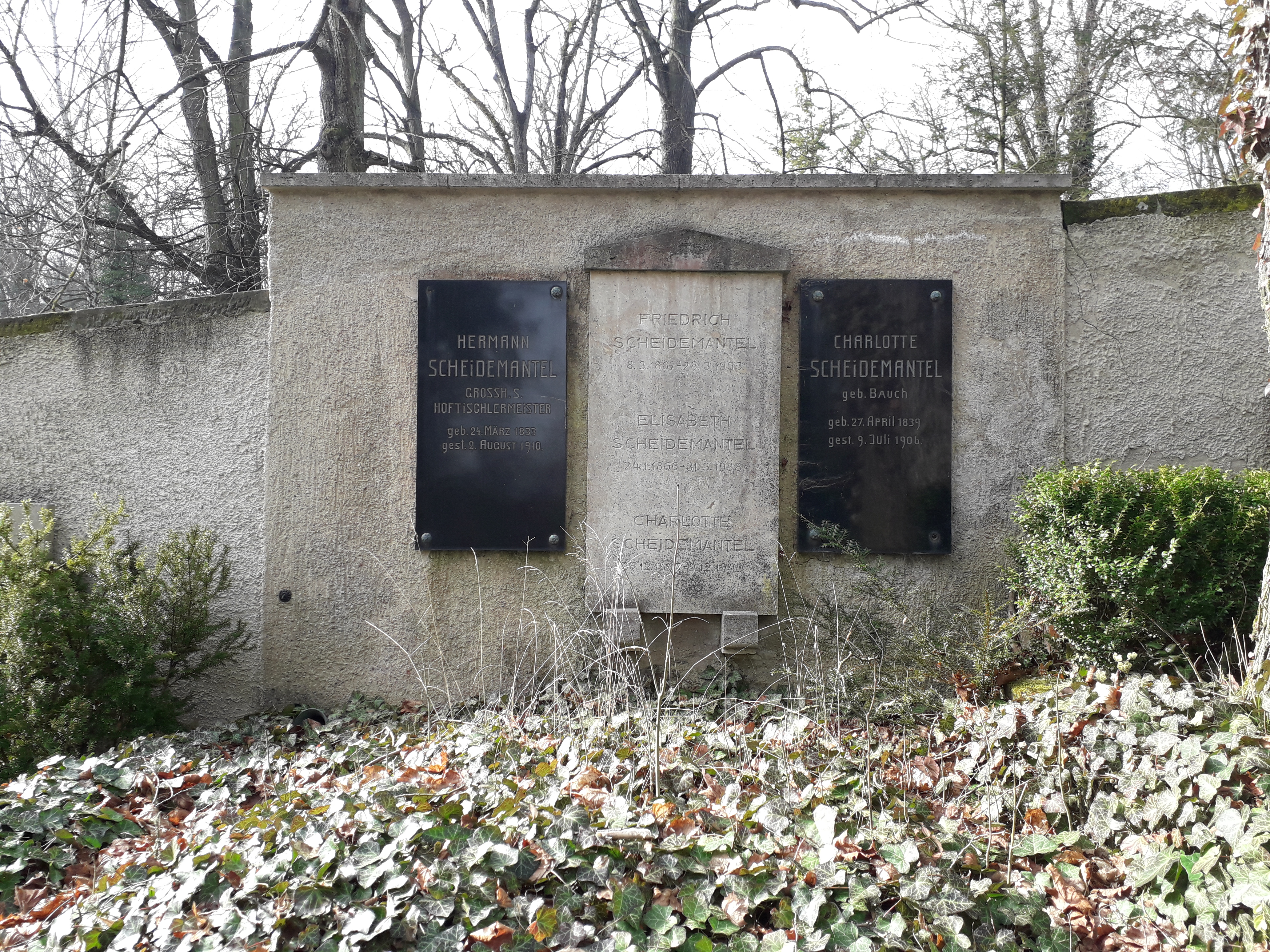
Grabmal von Hermann Scheidemantel und seiner Familie auf dem Historischen Friedhof Weimar

Die Möbelfabrik Hermann Scheidemantel oder Scheidemantelsche Fabrik in der Schwanseestraße 41 in Weimar ist eine historische Fabrikanlage des Großherzoglich-Weimarischen Hoftischlermeisters Hermann Friedrich Scheidemantel (geb. 24. März 1833 in Weimar; gest. 2. August 1910 in Weimar).

## Geschichte

### Zur Person Hermann Scheidemantels
Hermann Scheidemantel war nicht der erste Hoftischlermeister seiner Familie in Weimar. Schon Mitte des 19. Jahrhunderts betrieb der Hoftischlermeister Andreas Scheidemantel (ca. 1802–ca. 1870) eine Werkstatt in der Wagnergasse, die dann dessen Sohn, der Hofkunsttischlermeister Hermann Scheidemantel übernahm. Im Jahre 1894 eröffnete der Kunsttischlermeister Friedrich Scheidemantel (1867–1933), Sohn von Hermann Scheidemantel, ein Geschäft mit ständiger Ausstellung in der Schillerstraße 14, wobei er dann mit der Verlegung der Fabrik in die Schwanseestraße 41 diese wesentlich erweiterte. Das erfolgte 1899. Friedrich Scheidemantel gab sowohl die Villa Brucknerstraße 29 und die Möbelfabrik Schwanseestraße 41 bei Rudolf Zapfe in Auftrag. Hermann Scheidemantel war Vater des Goethe-Forschers Eduard Scheidemantel und des Opernsängers Karl Scheidemantel. Das Wohnhaus der Scheidemantelschen Fabrik war die Brucknerstraße 29. Sein Grab befindet sich auf dem Historischen Friedhof Weimar.

### Zur Firma Hermann Scheidemantels
Das Gebäude in der Schwanseestraße 41 im späthistoristischen Landhausstil wurde 1898 nach dem Entwurf von Rudolf Zapfe im Auftrag von Friedrich Scheidemantel errichtet. Scheidemantel baute im Wesentlichen alle von Henry van de Velde designeten Mögel. Die von Hermann Scheidemantel gegründete Firma vollzog auch den Innenausbau des Nietzsche-Archivs nach den Entwürfen Henry van de Veldes. Überhaupt war diese Zusammenarbeit beiden Seiten förderlich. Es entwickelte sich ein hochwertiger Innenausbau. Die Firma von Hermann Scheidemantel bzw. dessen Sohn Friedrich wurde in den Erinnerungen van de Veldes mehrfach erwähnt. Friedrich Scheidemantel wurde von van de Velde auch sehr geschätzt, was u. a. folgendes belegt: In den Erinnerungen meines Lebens schreibt dieser: „Es zeigte sich rasch, daß Scheidemantel ein kultivierter, seinem Beruf leidenschaftlich ergebener Kunsthandwerker war, dessen Vorfahren seit weiß Gott wie langer Zeit sich im gleichen Beruf betätigt hatten. Als ich nach Weimar kam, beschäftigte er etwa zwanzig Arbeiter. Bald darauf waren es mehr als doppelt so viele. Er erkannte, daß Hugo Westberg ein vorzüglicher Fachmann war. Als dritter im Bunde saß ich oft auf einem Haufen Bretter in der Werkstatt und leitete die Arbeit in Richtung auf die Ziele, die ich mir zu erreichen vorgenommen hatte. So kam es, daß Scheidemantel alle meine während der Weimarer Jahre entworfenen Möbel ausführte. Seine Hingabe und seine Gewissenhaftigkeit wirkten beispielhaft auf die anderen Kunsthandwerker des Großherzogtums, die mit mir zusammenarbeiteten.“ Demnach hatte Scheidemantel alle von van de Velde in Weimar entworfenen Möbel hergestellt!
Die Firma exportierte nach Großbritannien und den Niederlanden. Um 1900 war die Firma Scheidemantel die einzige in Weimar, die die Tätigkeit nicht einstellte. Hermann Scheidemantels Schwiegersohn Karl Schneider, der Innenarchitekt war, übernahm 1908 die Firma und entwickelte mit dem Schüler van de Veldes Thilo Schoder die Modelle weiter. Zwischen 1931 und 1936 war der bekannte Bauhaus Möbeldesigner Erich Dieckmann freiberuflich für die Firma tätig. Karl Schneiders Sohn Karl Friedrich Schneider wiederum übernahm 1950 die Leitung der Firma, der von 1958 bis 1972 zur Produktionsgenossenschaft des Handwerks (PGH) Raumgestaltung umgewandelt wurde, und danach in Volkseigentum überging. Später nach der Wende war die WIA Weimarer Innenausstatter GmbH darin eingezogen.
Das Gebäude in der Schwanseestraße 41 steht auf der Liste der Kulturdenkmale in Weimar. Das gilt auch für das Scheidemantelsche Wohnhaus in der Brucknerstraße 29.
Hinweis: Hermann Scheidemantel ist nicht zu verwechseln mit dem Germanisten und Autor Hermann Scheidemantel.